# Granit
Granit (Bulgaars: Гранит) is een dorp in de Bulgaarse oblast Stara Zagora. Het dorp ligt in de gemeente Bratja Daskalovi en is vooral bekend om het natuurmonument en de oudste boom van Bulgarije: de 'Eik van Granit'. Het werd in 1945 gevormd door de fusie van twee dorpen, Golobradovo en Skobelovo. 

## Bevolking
Volgens het Nationaal Statistisch Instituut van Bulgarije telde het dorp 624 inwoners in december 2019, een minimum vergeleken met de voorafgaande tellingen.
De bevolking bestaat voor iets meer dan de helft uit etnische Bulgaren en voor het overige deel uit etnische Roma.
| Etnische samenstelling van de respondenten (2011) | Etnische samenstelling van de respondenten (2011) | Etnische samenstelling van de respondenten (2011) | Etnische samenstelling van de respondenten (2011) | Etnische samenstelling van de respondenten (2011) |
| ------------------------------------------------- | ------------------------------------------------- | ------------------------------------------------- | ------------------------------------------------- | ------------------------------------------------- |
|                                                   |                                                   |                                                   |                                                   |                                                   |
| Bulgaren                                          | Bulgaren                                          |                                                   | 54,2%                                             | 54,2%                                             |
| Turken                                            | Turken                                            |                                                   | 0,6%                                              | 0,6%                                              |
| Roma                                              | Roma                                              |                                                   | 44,5%                                             | 44,5%                                             |
| Anders/Onbekend                                   | Anders/Onbekend                                   |                                                   | 0,7%                                              | 0,7%                                              |

## Afbeeldingen

Afbeeldingen van Granit
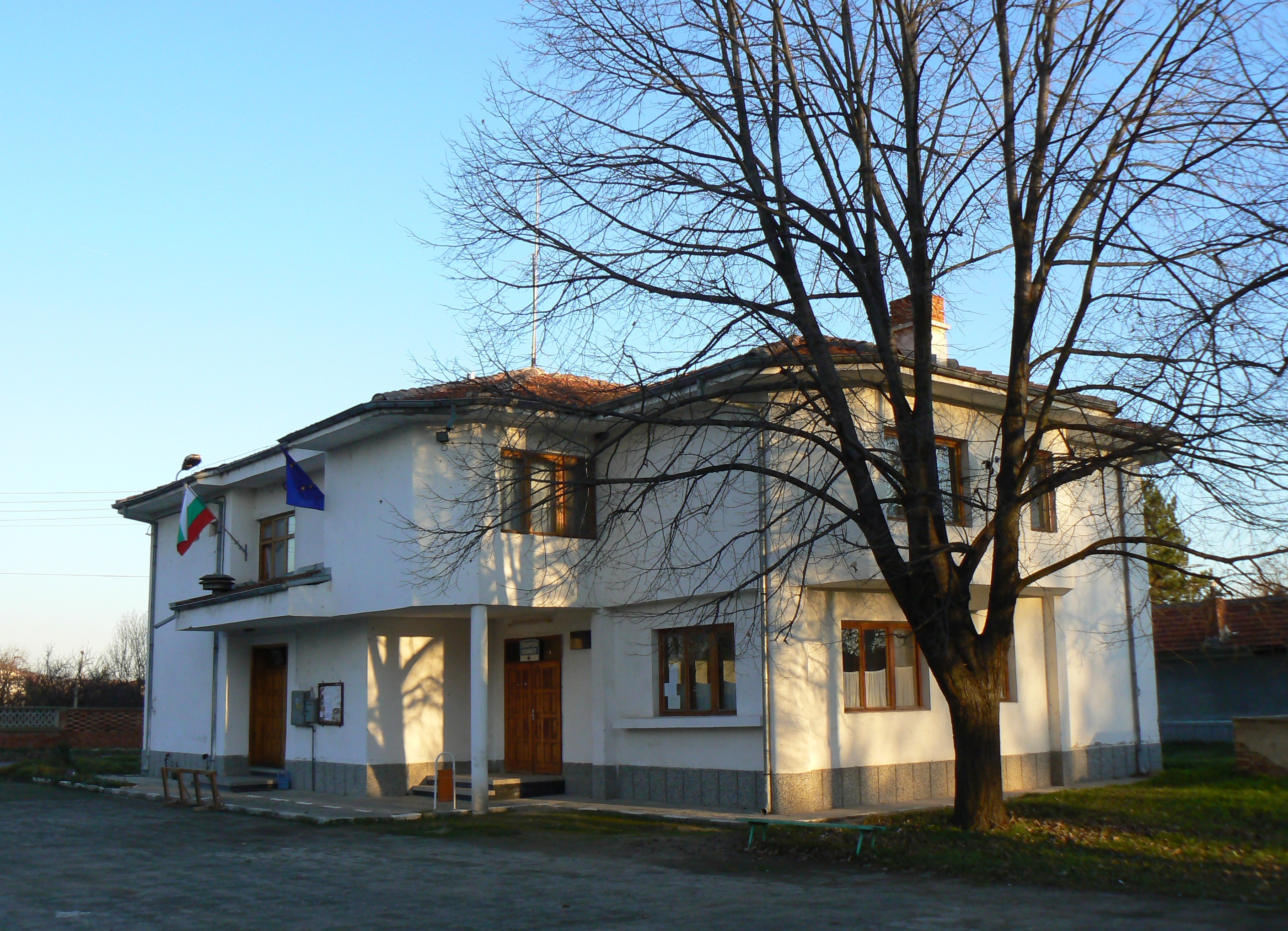
Het burgemeestershuis van Granit
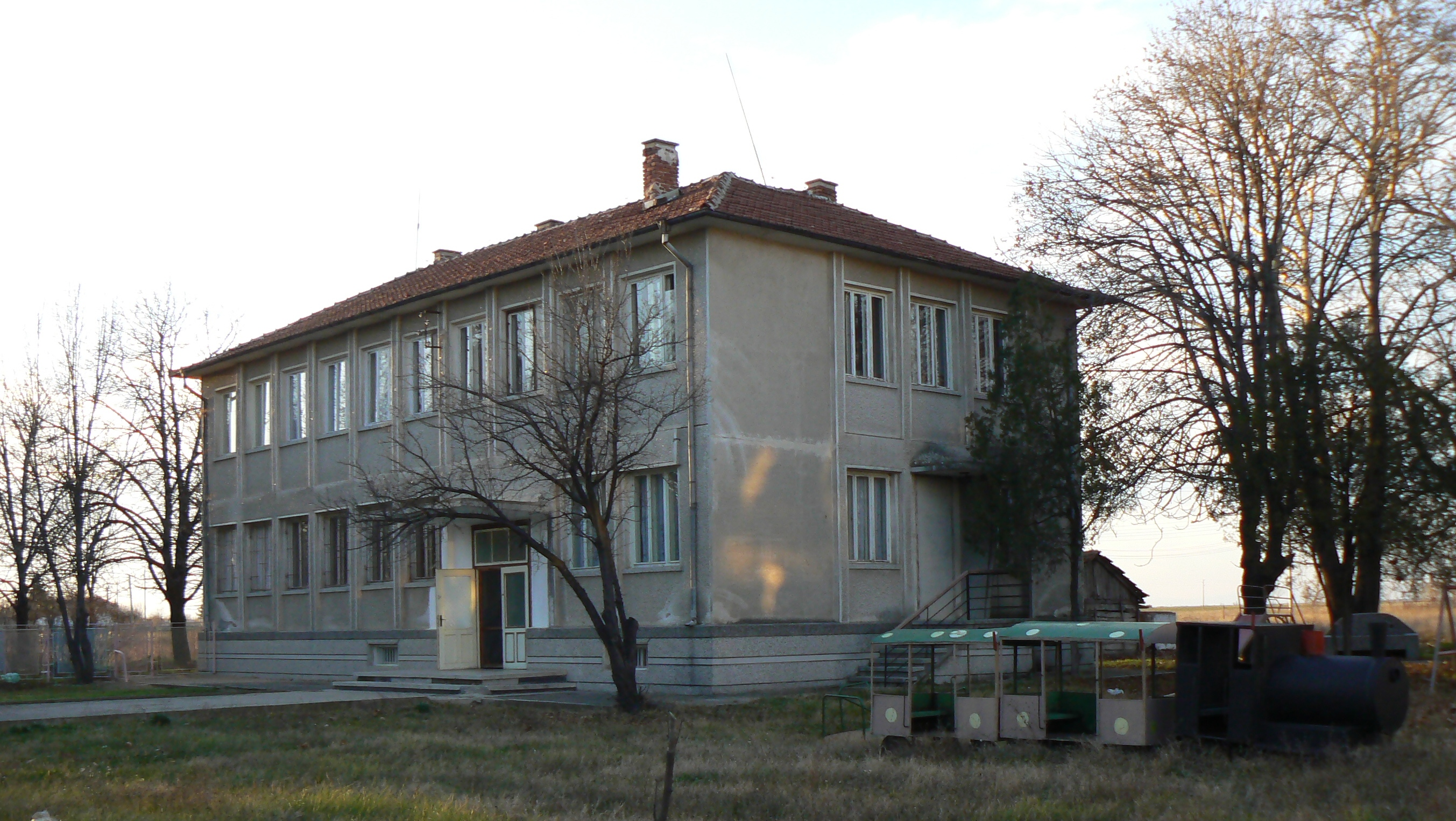
De basisschool
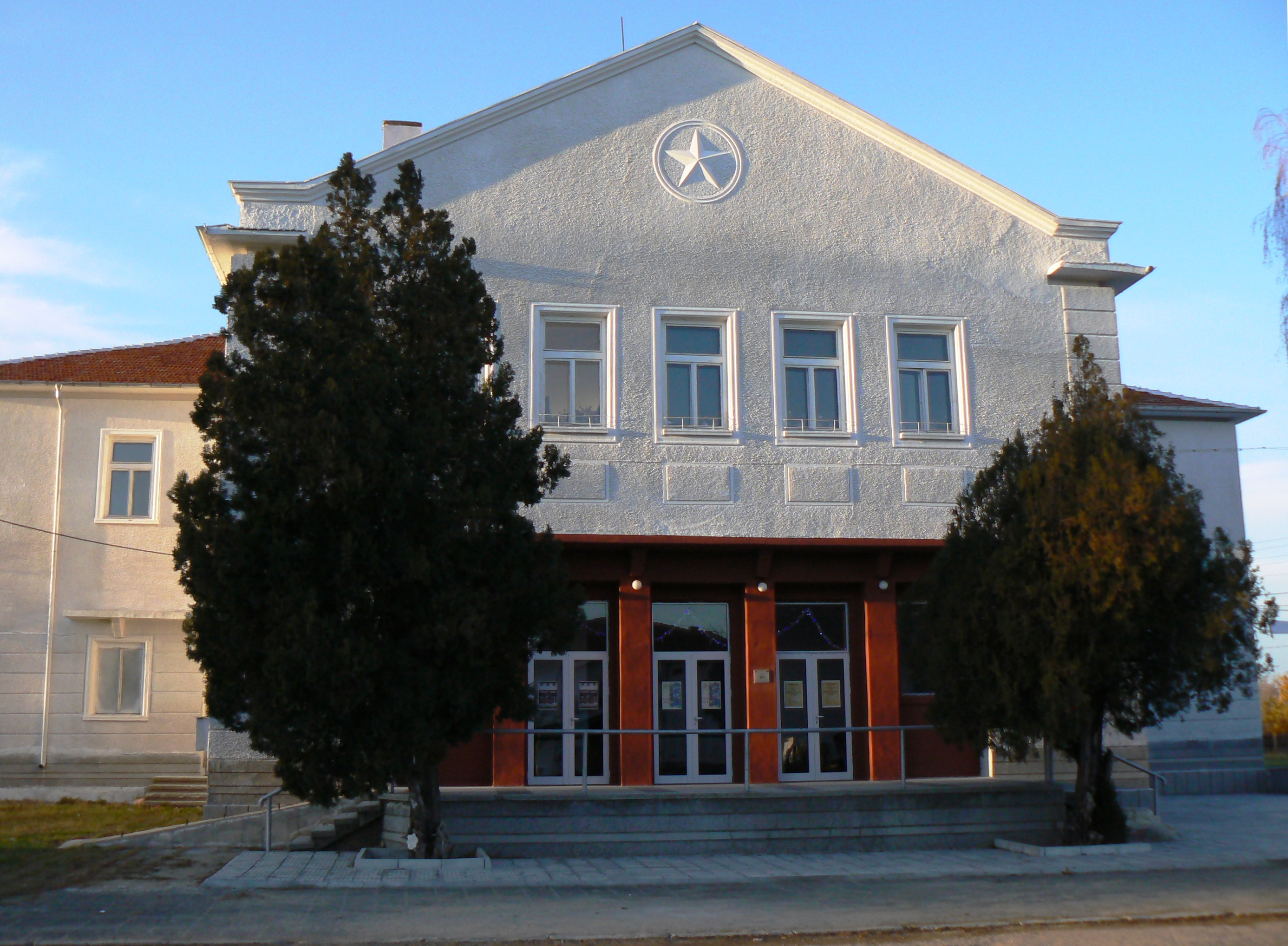
Het gemeenschapscentrum 'Christo Botev'
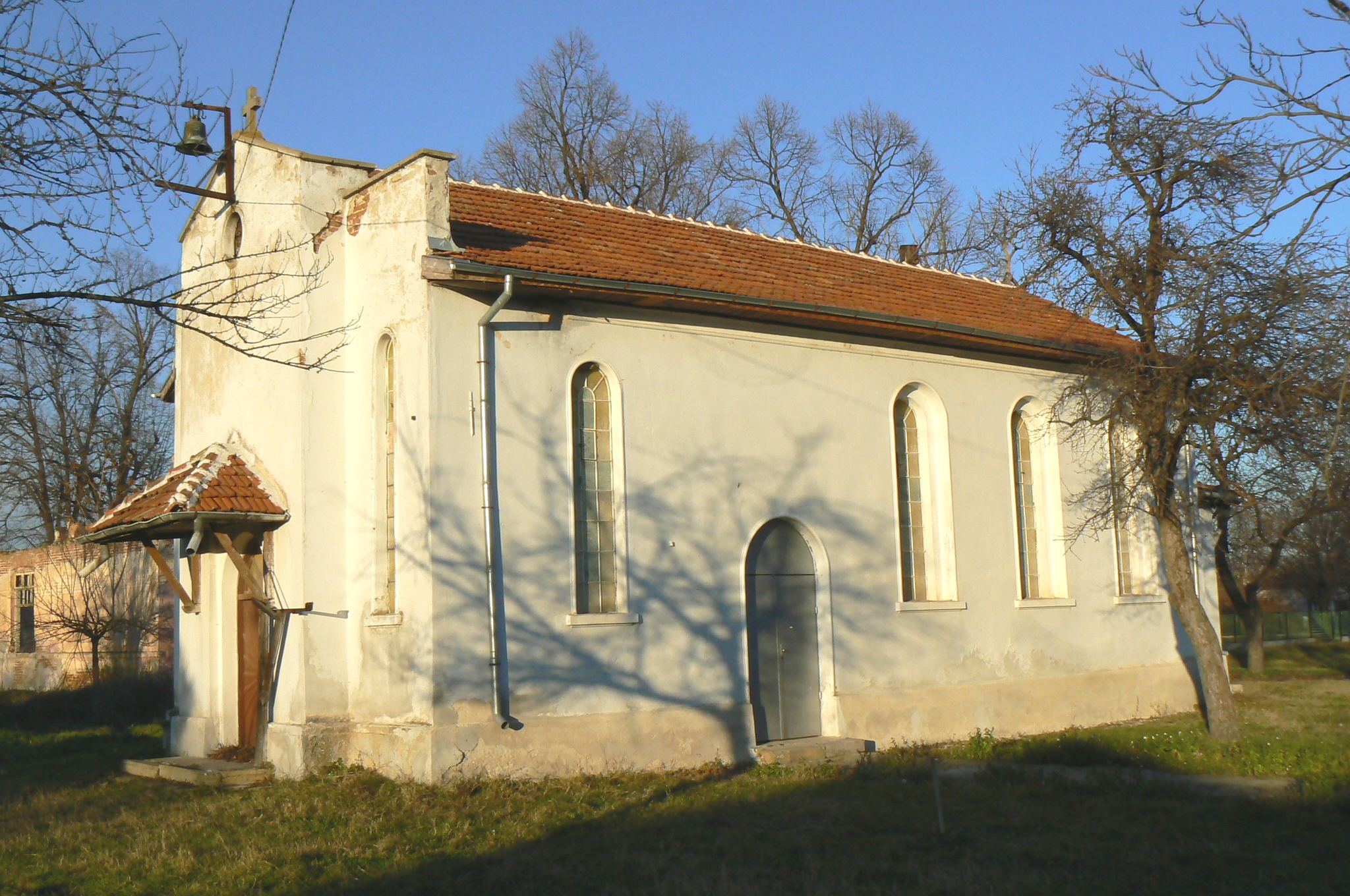
De kerk
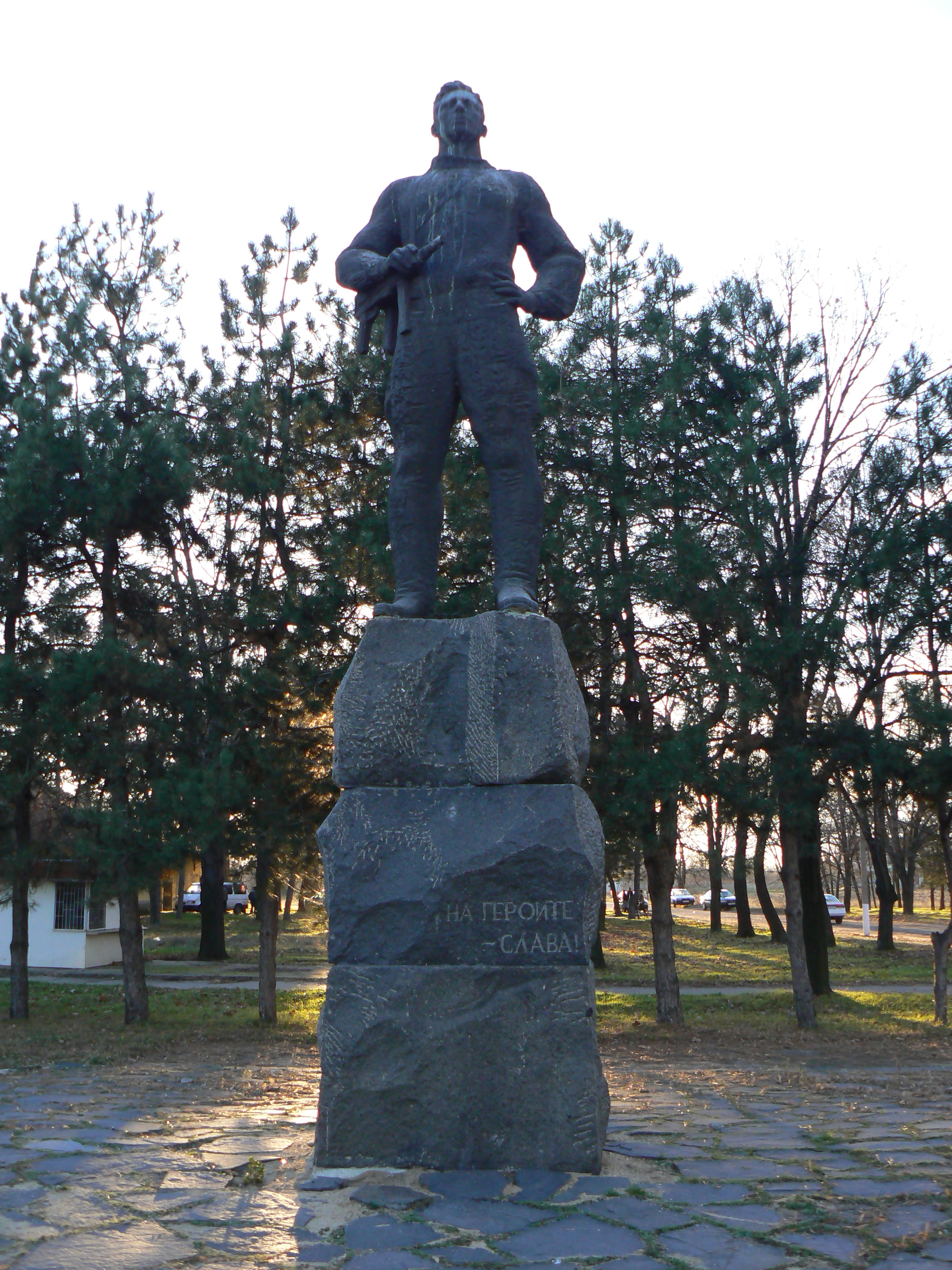
Het oorlogsmonument